# 連邦政府 (オーストリア)

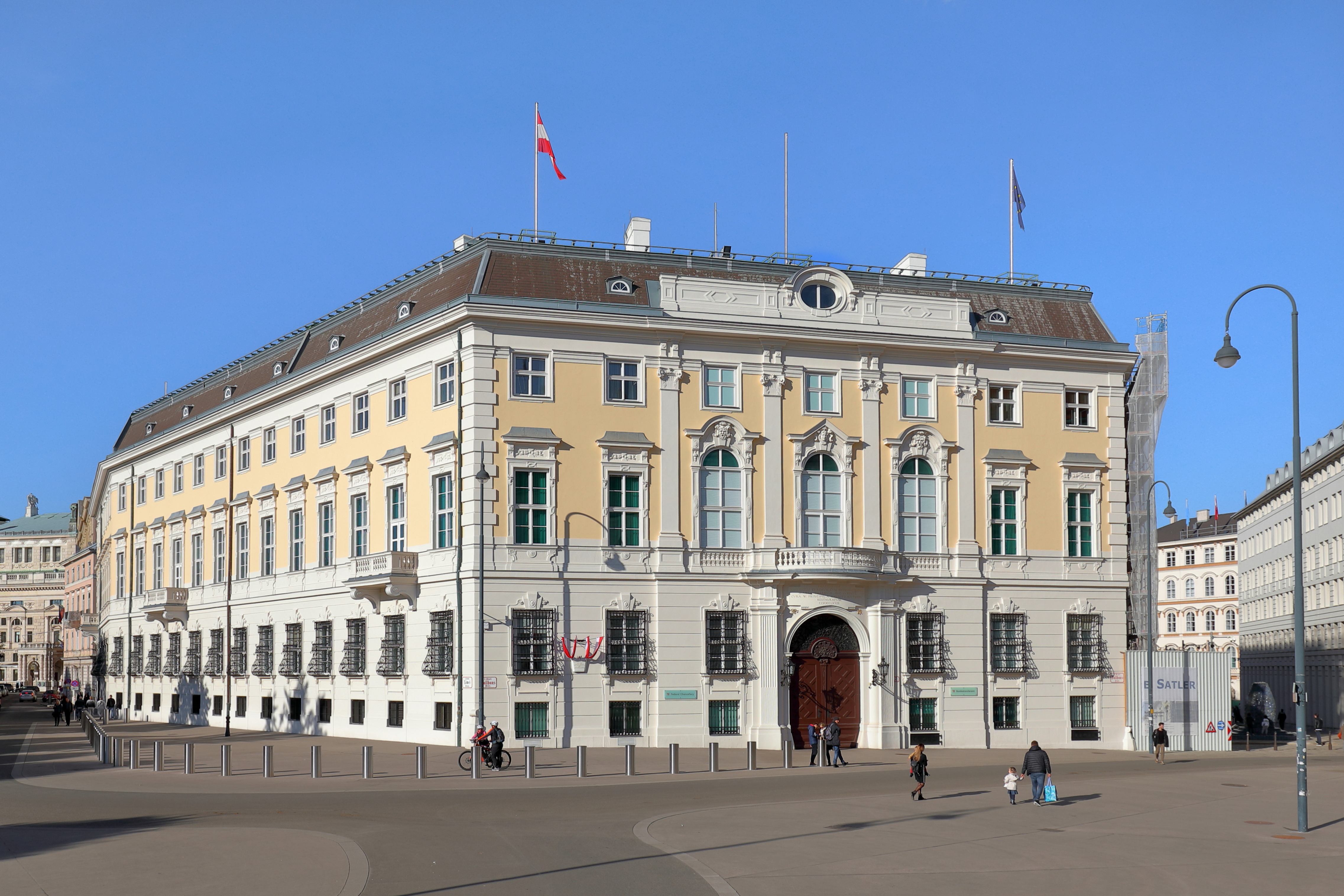
連邦首相府

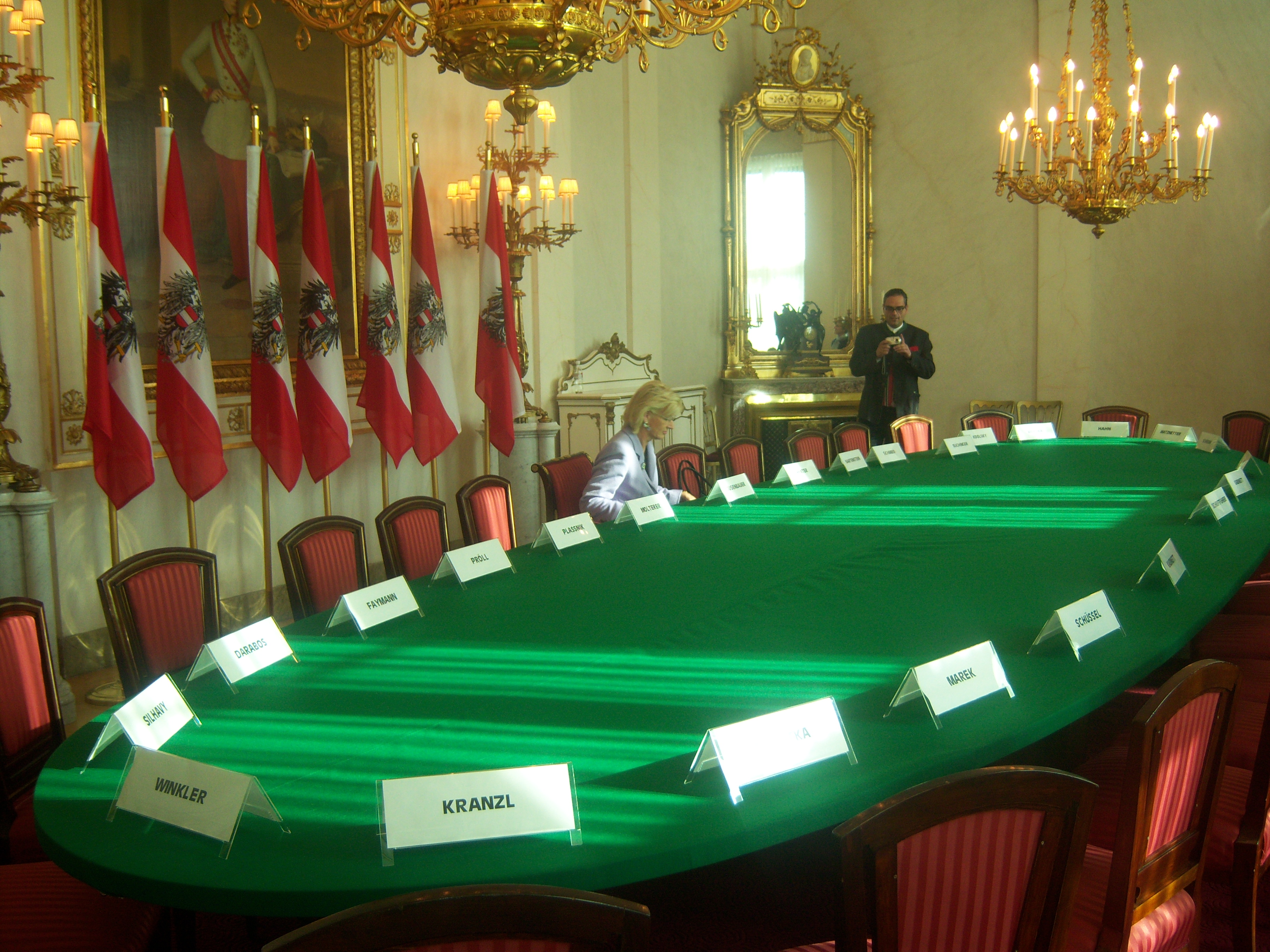
閣議室

連邦政府（れんぽうせいふ、ドイツ語: Bundesregierung）とは、オーストリア共和国において連邦大統領と同列に位置づけられている、連邦行政権の最高機関。連邦首相、副首相、連邦大臣で構成される。

## 概要
連邦首相は連邦首相府の長であり、かつ連邦政府の首班である。ただ連邦政府の首席の職 (Primus inter pares) として他の連邦大臣の任免は提起できるが、連邦大臣に対して指示を与えて拘束するということはできない。
また連邦首相に加えて、連邦大臣も連邦行政権の最高機関に属している。連邦大臣自身は独立した立場を有しており、それぞれの管轄官庁の指揮を執る。このため連邦政府は全般的には共同で政策を担当する機関であるが、個別の連邦大臣は、自らが担当する分野においては専権的に職務を執行する。
連邦大臣は職務の補佐を受けるために次官を任命することができる。次官はそれぞれの連邦大臣を補佐し、連邦大臣の指揮下に置かれる。なお次官は連邦政府の評議の採決において意思表明権を有さない。

## 行政機関
また、以下の行政機関がある。
- 連邦首相府
- 欧州・国際関係省（英語版）
- 財務省（英語版）
- 保健・消費者保護省
- 内務省
- 法務省
- 国防省
- 林業・環境・水資源省
- 労働省
- 教育・科学・研究省
- 芸術・文化・公務員・スポーツ省
- 気候変動対策・エネルギー省
- デジタル経済省

## 1945年以降の連邦政府
| 第二共和政 | 第二共和政     | 第二共和政          | 第二共和政                    | 第二共和政      |
| 連邦政府 | 発足日         | 国民議会選挙 投票日 | 連邦政府の形成まで 要した日数 | 与党            |
| --- | -------------- | ------------------- | ----------------------------- | --------------- |
| レンナー政権* | 1945年4月27日  | -                   | -                             | ÖVP – SPÖ – KPÖ |
| 第1次フィグル政権 | 1945年12月20日 | 1945年11月25日      | 25日                          | ÖVP - SPÖ       |
| 第2次フィグル政権 | 1949年11月8日  | 1949年10月9日       | 30日                          | ÖVP - SPÖ       |
| 第3次フィグル政権 | 1952年10月28日 | -                   | -                             | ÖVP - SPÖ       |
| 第1次ラープ政権 | 1953年4月2日   | 1953年2月22日       | 39日                          | ÖVP - SPÖ       |
| 第2次ラープ政権 | 1956年6月29日  | 1956年5月13日       | 47日                          | ÖVP - SPÖ       |
| 第3次ラープ政権 | 1959年7月16日  | 1959年5月10日       | 67日                          | ÖVP - SPÖ       |
| 第4次ラープ政権 | 1960年11月3日  | -                   | -                             | ÖVP - SPÖ       |
| 第1次ゴルバッハ政権 | 1961年4月11日  | -                   | -                             | ÖVP - SPÖ       |
| 第2次ゴルバッハ政権 | 1963年3月27日  | 1962年11月18日      | 129日                         | ÖVP - SPÖ       |
| 第1次クラウス政権 | 1964年4月2日   | -                   | -                             | ÖVP - SPÖ       |
| 第2次クラウス政権 | 1966年4月19日  | 1966年3月6日        | 44日                          | ÖVP             |
| 第1次クライスキー政権 | 1970年4月21日  | 1970年3月1日        | 51日                          | SPÖ             |
| 第2次クライスキー政権 | 1971年11月4日  | 1971年10月10日      | 25日                          | SPÖ             |
| 第3次クライスキー政権 | 1975年10月28日 | 1975年10月5日       | 23日                          | SPÖ             |
| 第4次クライスキー政権 | 1979年6月5日   | 1979年3月6日        | 30日                          | SPÖ             |
| ジノヴァツ政権 | 1983年5月24日  | 1983年4月24日       | 30日                          | SPÖ – FPÖ       |
| 第1次ヴラニツキー政権 | 1986年6月16日  | -                   | -                             | SPÖ - FPÖ       |
| 第2次ヴラニツキー政権 | 1987年1月21日  | 1986年11月23日      | 59日                          | SPÖ - ÖVP       |
| 第3次ヴラニツキー政権 | 1990年12月17日 | 1990年10月7日       | 71日                          | SPÖ - ÖVP       |
| 第4次ヴラニツキー政権 | 1994年11月29日 | 1994年10月9日       | 50日                          | SPÖ - ÖVP       |
| 第5次ヴラニツキー政権 | 1996年3月12日  | 1995年12月17日      | 85日                          | SPÖ - ÖVP       |
| クリーマ政権 | 1997年1月28日  | -                   | -                             | SPÖ - ÖVP       |
| 第1次シュッセル政権 | 2000年2月4日   | 1999年10月3日       | 124日                         | ÖVP - FPÖ       |
| 第2次シュッセル政権** | 2003年2月28日  | 2002年11月24日      | 96日                          | ÖVP - FPÖ/BZÖ   |
| グーゼンバウアー政権 | 2007年1月11日  | 2006年10月1日       | 102日                         | SPÖ - ÖVP       |
| ファイマン政権 | 2008年12月2日  | 2008年9月28日       | 56日                          | SPÖ - ÖVP       |
| - *正式な連邦政府ではなかったが、完全な行政・立法の権限を持つ暫定政権として成立 - **2005年4月16日までが ÖVP - FPÖ による連立、2005年4月17日以降が ÖVP - BZÖ による連立 |                |                     |                               |                 |